# Centre històric de Vilaplana
El Centre històric de Vilaplana és un edifici de Vilaplana (Baix Camp) protegit com a Bé Cultural d'Interès Local.

## Descripció
El centre històric de Vilaplana ve determinat per l'antic clos de muralla i pel seu eixample històric, a la part sud del carrer Major i Jaume I.
El nucli antic es conserva en part als carrers d'Àngel Guimerà i Jacint Verdaguer, amb cases com les de Cal Batjau, Cal Gòbit i Cal Assessor (Cal Moya), on queden alguns arcs apuntats de pedra, probablement del segle xiv. La vila es divideix en dos barris: el de Més Amunt i el de Més Avall.
Les cases de l'eixample tenen en comú l'ús d'arcs de maons de mig punt sostinguts per carreus a les portades. Aquestes cases es daten entre els segles xvii i xviii. Cap al segle xvii s'esmenta el camí de la muralla, el que indica que va existir un recinte tancat.

## Història
El poble formà part del terme d'Aleixar fins al segle xiv. Al segle xvi, la documentació parla del loci de Vilapalana cum suffraganea de la Almuçara. Al municipi de Vilaplana se li va integrar el 1961 l'antic municipi de la Mussara, actualment despoblat.